# Parectromoides magniscutellum
Parectromoides magniscutellum är en stekelart som beskrevs av Girault 1915. Parectromoides magniscutellum ingår i släktet Parectromoides och familjen sköldlussteklar. Inga underarter finns listade i Catalogue of Life.